# Валкиайоки
Валкиайоки — река в России, протекает по Суоярвскому району Карелии. Впадает в озеро Юля-Виексъярви. Длина реки составляет 12 км. Название можно перевести с финского как белая (Valkea) река (joki).

## Данные водного реестра
По данным государственного водного реестра России относится к Балтийскому бассейновому округу, водохозяйственный участок реки — Реки Карелии бассейна Балтийского моря на границе РФ с Финляндией, включая оз. Лексозеро. Относится к речному бассейну реки Реки Карелии бассейна Балтийского моря.
По данным геоинформационной системы водохозяйственного районирования территории РФ, подготовленной Федеральным агентством водных ресурсов:
- Код водного объекта в государственном водном реестре — 01050000112102000010556
- Код по гидрологической изученности (ГИ) — 102001055
- Код бассейна — 01.05.00.001